# بانارو
نهر بانارو هو نهر إيطالي وهو الرافد الأيمن الأخير لنهر بو، باستثناء قناة كافو نابليونيكو. ويمتد عبر إميليا رومانيا مباشرة في اتجاه الشمال الشرقي: من منبعه بالقرب من مستجمع مياه أبينيني، حيث تلتقي إميليا رومانيا بتسكانة، إلى منفذه حيث يمثل نهر بو حدود المنطقة مع فنيتة. كان اسمه اللاتيني Scultenna.
يبلغ طوله 148 كيلومتر (92 ميل) ومساحة مستجمعه مائي 2,292-كيلومتر-مربع (885 ميل2). يتناوب بين الجفاف في الصيف والامتلاء في الربيع والخريف.
منبعه الرئيسي، نهر ريو ديلي تاغليولي، ينبع من فوسي آ جيوفو، مونتي روندينايو، على بعد حوالي 12 كيلومتر (7 ميل) جنوب غرب أعلى قمة في توسكان - إميليا أبينيني، مونت سيمون، على ارتفاع 2,165 متر (7,103 قدم) (أعلى اتفاع 2155 م). ومن هنا يتدفق أسفل الوادي في الاتجاه الشمالي الشرقي. يتغير اسمه في بيفيبلاغو (في مقاطعة مودنة) إلى سكولتينا، على افتراض أن إقليم بافولو نل فرينيانو هو إقليم بانارو أخيرًا. في هذه المنطقة تشكل الحدود بين مجتمعات مونتانا ديل فريجنانو ومونتانا ديلابينينو مودينا إيست. بالقرب من مودينا، ينضم إلى نافيليو دي مودينا ويصبح صالحًا للملاحة حتى التقائه مع نهر بو، إلى الغرب قليلاً من فيرارا. ويمر عبر فينيولا وفينالي إميليا وبوندينو .
من الأمور ذات الأهمية التاريخية والفنية الخاصة جسر أولينا، الذي بُني عام 1522، ويعبر النهر بالقرب من بلدة صغيرة تحمل نفس الاسم، في بلدية بافولو نل فرينيانو.